# SHOX
Short stature homeobox gene oder SHOX ist ein Gen auf dem X- und dem Y-Chromosom. Mutationen in SHOX oder das Vorliegen in nur einer Kopie im Genom (Haploinsuffizienz) sind beim Menschen mit Kleinwuchs assoziiert.

## Funktion
Das SHOX Gen ist ein Homöobox-Gen. Dies sind Gene, die bei der Embryonalentwicklung für die Organisation des Körperbaus bedeutsam sind. Das SHOX-Gen besteht aus 6 verschiedenen Exons und ist in der Pseudoautosomale Region (PAR1) des X- und Y-Chromosoms lokalisiert. Homologe Gene wurden bei verschiedenen Tieren gefunden.

## Pathologie
Dieses Gen wurde im Rahmen von Untersuchungen zur Genetik des Turner-Syndroms entdeckt. Bei dieser Krankheit gibt es einen Verlust von genetischem Material des X-Chromosoms, typischerweise durch ein Fehlen des kompletten X-Chromosoms.
Nach seiner Entdeckung wurde festgestellt, dass SHOX auch bei anderen Erkrankungen die mit einem Kleinwuchs einhergehen, eine Rolle spielt. Dies sind vor allem die Dyschondrosteose Léri Weill und die Mesomele Dysplasie Typ Langer sowie SHOX-bedingter Kleinwuchs.
Gendosis-Effekte von zusätzlichen SHOX-Kopien spielen möglicherweise eine Rolle beim Zustandekommen des Hochwuches bei anderen Aneuploidien der Geschlechtschromosomen wie beispielsweise Triplo-X-Syndrom, XYY-Syndrom, Klinefelter-Syndrom, 48, XXYY-Syndrom etc.